# スラウェシ島
座標: 南緯2度07分 東経120度20分 / 南緯2.117度 東経120.333度

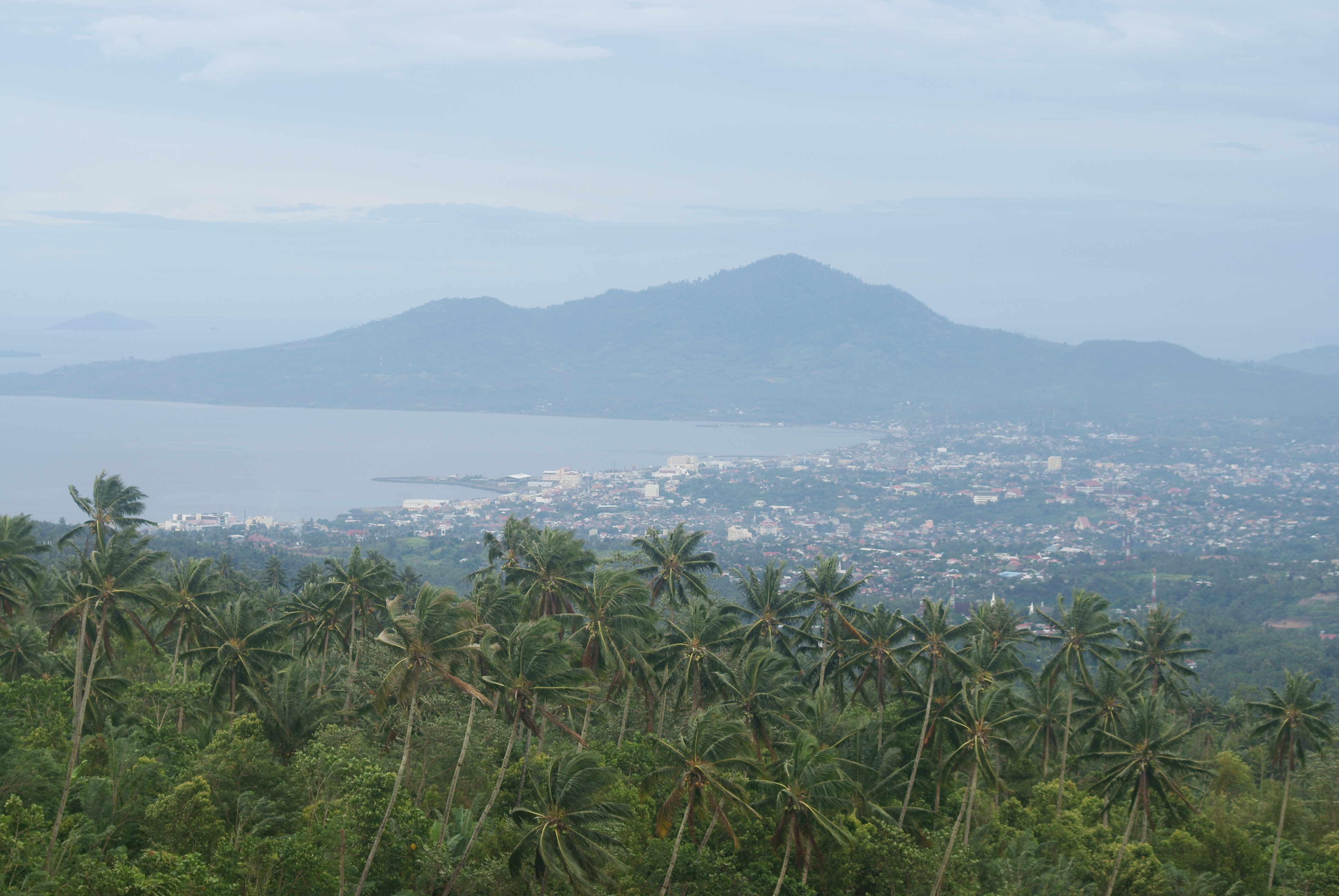
マナドの景色

スラウェシ島（スラウェシとう、インドネシア語：Sulawesi）は、インドネシア中部にある島。植民地時代はセレベス島（蘭: Celebes）と呼ばれたが、インドネシア独立後は一般的にはスラウェシ島と呼ばれる。一部が赤みがかったタロイモの品種であるセレベス芋は、この島が原産である。

## 概要
面積は17万4600平方キロメートルで、世界第11位、インドネシアでは第4位の大きさを誇る。西にカリマンタン島、東にマルク（モルッカ）諸島、北にセレベス海を挟んでミンダナオ島、そして南にフロレス海を挟んで小スンダ列島（ヌサ・トゥンガラ諸島）が位置する。
環太平洋造山帯とアルプス・ヒマラヤ造山帯の合流点にあるため地形は複雑であり、特徴あるアルファベットのKの字のような形状をしている。山がちな地形であり、最高所として標高3,478mのラティモジョン山を有し、トウティ湖等の湖もある。そのため、各地域は交流が少なく独自性が強くなり、長らく島としての一体性が弱かった。
島の東側の3つの湾（トミニ湾、トロ湾、ボネ湾）のうち、最も北側のトミニ湾に浮かぶウナウナ島のコロ山は1983年に大噴火を起こしたが、全島避難により間一髪で人的被害を免れた。
スラウェシ島の最大の都市は、南西端にあるマカッサル。その他の主要都市として、南東部にケンダリ、北部のミナハサ半島にはゴロンタロやマナドがある。

## 歴史
1525年に島を訪れた最初のヨーロッパ人は、モルッカ諸島より金の探索に派遣されたポルトガル人であった。島は曲がった形をしているので当時は列島であると信じられていて、金を産出しているとの噂が流れていた。1605年にオランダ人がやってきて、直後にイギリス人が続きマカッサルにファクトリーを設立した。1660年よりオランダはマカッサル西海岸の主力であるゴワ王国との戦争に突入した。1669年にスペルマン提督が、ゴワ・スルタン国のスルタン・ハサヌディンにボンガヤ条約を署名させた。条約はオランダ東インド会社の支配に関するものであった。1907年に島全体がオランダ領東インドの植民地となった。
第二次世界大戦南方作戦の1942年1月11日のメナドへの侵攻、1月24日のケンダリーへの上陸・占領、2月8日のマカッサル攻略作戦。その後、日本軍第2方面軍が占領した。
革命中に悪名高いオランダのターク・ウェステルリンク大尉が3,000から4,000人もの人を殺害したとされるインドネシア独立戦争（インドネシア革命）の後、1949年、スラウェシは独立したインドネシア連邦共和国の一部となり、1950年、インドネシア連邦共和国はインドネシア共和国となった。

### 宗教的対立
近年スラウェシは、イスラム教過激派とキリスト教過激派の間での暴力に苦しめられている。1998年から2001年の間に、1,000人以上がスラウェシ中部で勃発した暴力、反乱によって殺された。2001年、平和的なマリノ平和合意がなされたが、暴力を根絶するものとは成り得ず、翌年も緊張と組織的な攻撃が継続した。
2003年にポソの13人のキリスト教徒の村人が、身元不明のマスクをした狙撃手によって殺された。2005年にポソでクリスチャンスクールの女生徒達がイスラム武装組織に斬首された。斬首された一つ首の横には、「命には命、首には首を」というメッセージが添えられていた。2006年に、Fabianus Tibo、Dominggus da Silva、Marinus Riwuの3名のカトリック教徒が、2000年代初頭の暴動の際にカトリック教徒の軍を導いた罪で銃殺刑に処せられた後、キリスト教徒の多いスラウェシの中央部や国内の他のエリアで、暴動が再び起きた。暴動の支持者は、暴力事件に関与したイスラム教徒はとても軽い刑であり誰も死刑になっておらず、政府に判決に際してダブルスタンダードを用いている、と主張した。暴力事件は、イスラム教徒を対象としたものではなく、政府を狙ったものであった。
2005年の女子高生首切り殺害事件の捜査が進み、事件の背景としてジェマ・イスラミアが組織的に関与していることが判明し、マルク諸島・アンボンの宗教紛争と同じ構図が浮上した。住民間の争いのように見せかけて情報を流し住民感情を煽りながら、背後でジェマ・イスラミアが軍事教練を行い、武器供与を行っていたことが明らかになっている。

### 2010年代
2018年9月28日、中部スラウェシ州ドンガラ県・パルでマグニチュード7.5の地震が発生。津波に加え、液状化現象による大規模な泥流が発生し、甚大な被害となり4,340人が死亡した。

### 2020年代
2021年1月15日、西スラウェシ州でマグニチュード6.2の地震が発生。住宅がつぶれるなどの被害が多数発生し、105人が死亡した。

## 行政
行政上は次の6州から成る。

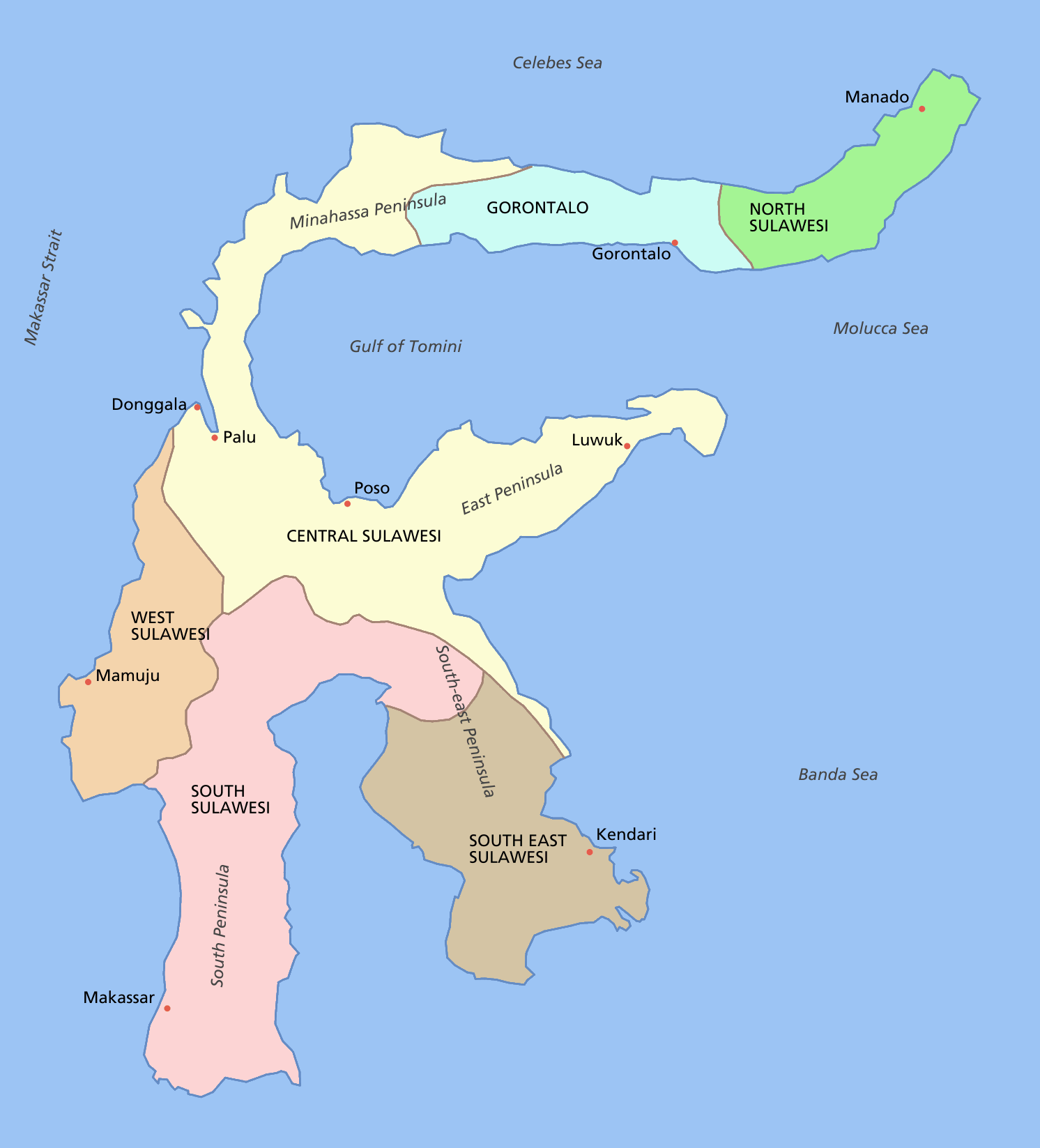
スラウェシ島の行政区分

1. Sulawesi Barat 西スラウェシ州 （州都：Mamuju マムジュ（英語版））（2004年10月16日に南スラウェシ州より分離）
2. Sulawesi Tengah 中部スラウェシ州 （州都：Palu パル）
3. Sulawesi Tenggara 南東スラウェシ州 （州都：Kendari ケンダリ）
4. Sulawesi Selatan 南スラウェシ州 （州都：Makassar マカッサル）
5. Sulawesi Utara 北スラウェシ州 （州都：Manado マナド）
6. Gorontalo ゴロンタロ州 （州都：Gorontalo ゴロンタロ）

### 都市
- マカッサル - 南スラウェシ州・州都
- ポソ - 中部スラウェシ州

## 住民

### 民族
- ゴロンタロ族（インドネシア語版）(インドネシア語: Suku Gorontalo)
- モンゴンドウ族（インドネシア語版）(インドネシア語: Suku Mongondow)
- トラジャ族
- ミナハサ族
- インドネシア華僑（英語版）
- バリ族（英語版）
- インドネシア印僑（英語版）

### 言語
マカッサル語、ブギス語、モンゴンドウ語、マナド語、ミナハサ語、en:Pamona language等。

### 宗教
イスラム教（en:Islam in Indonesia）、キリスト教、仏教（en:Buddhism in Indonesia）、バリ・ヒンドゥー。

## 経済
島内の経済発展の大きな障害は交通インフラストラクチャーにあり、2025年までの「インドネシア経済開発加速・拡大マスタープラン（基本計画）」では1.6兆円を投入する必要があるとシャリフ海洋漁業相が明らかにした。

### 空港
- 空港を国際水準に引き上げる。

### 港の拡張
- 北スラウェシ州 ビトゥン  4,250億ルピア

### 鉄道の敷設
- マカッサル（南スラウェシ州）〜ソロアコ（英語版）（南スラウェシ州）・・・全長700キロメートル
- パレパレ（南スラウェシ州）〜パサンカユ（インドネシア語版）（西スラウェシ州）・・・全長400キロメートル
- パサンカユ（インドネシア語版）（西スラウェシ州）〜マナド（北スラウェシ州）・・・全長1,000キロメートル
- マミナサタ広域都市圏（南スラウェシ州）・・・全長200キロメートル

### 道路の改修
- 損傷の激しい道路などを改修し、物流網を改善する。

## 生態
スラウェシ島には、以下の固有種、固有亜種が生息している。人間の諸活動や外来種により、絶滅寸前の種がある。
- バビルサ：希少種（VU）
- アノア：絶滅危惧種（EN）
- クロザル：絶滅寸前種（CR）
- クスクス
- ブトンモンキー（w:Muna-Buton macaque）：希少種（VU）
- ヘックモンキー（w:Heck's macaque）：希少種（VU）
- ゴロンタロモンキー（w:Gorontalo macaque）：希少種（VU）
- ダイアナメガネザル（w:Tarsius dentatus）：希少種（VU）
- ピグミーメガネザル（w:Tarsius pumilus）
- スラウェシメガネザル（w:Tarsius tarsier）：希少種（VU）
- シロアゴヤマガメ：絶滅寸前種（CR）
- シーラカンス